# Луцій Аврелій Коммод Помпеян
Луцій Аврелій Коммод Помпеян (лат. Lucius Aurelius Commodus Pompeianus; близько 177 — 211/212) — державний діяч часів Римської імперії, консул 209 року.

## Життєпис
Походив зі знатного сирійського роду. Ймовірно був всиновленимТиберієм Клавдієм Помпеяном. Таким чином увійшов до роду Антонінів, оскільки Помпеян був чоловіком Аннії Луцилли, доньки імператора Марка Аврелія. Коли йому було 5 років,за змову проти імператора Коммода були страчені Аннія Луцилла та її син Тиберій Клавдій Помпеян Квінціан.
Підтримав  Луція Септимія Севера в боротьбі за імператорський трон. На посаді військового трибуна в I легіоні Мінерви встановив у Лігдоніумі (сучасний Ліон) вівтар в його честь.
Надалі опинився серед прихильників Гети, сина Септимія Севера. У 209 році став консулом разом із Квінтом Гедієм Лолліаном Плавцієм Авітом. У 212 або 212 році Коммод Помпеян був вбитий за наказом імператора Каракалли.

## Родина
- Луцій Тіберій Клавдій Помпеян, консул 231 року
- Луцій Тіберій Клавдій Аврелій Квінціан, консул 235 року
- Аврелія Помпеяна